# Hypochaeris elata
Hypochaeris elata là một loài thực vật có hoa trong họ Cúc. Loài này được (Wedd.) Benth. & Hook.f. ex Griseb. mô tả khoa học đầu tiên năm 1874.